# 上海普慈疗养院旧址
上海普慈疗养院旧址，即上海市精神卫生中心闵行院区，是位于上海市闵行区颛桥镇沪闵公路3210号的一处精神病学医院，被列为上海市文物保护单位。

## 历史
1935年6月，在企业家、慈善家陆伯鸿的发起下，上海租界、天主教公教进行会和慈善家集资10余万银圆，在上海县（今闵行区）北桥建立了普慈疗养院收治精神疾病患者，上海市政府也提供了资助。疗养院由陆伯鸿担任首任院长，教会神职人员负责管理。当时的教堂至今仍保留在精神卫生中心闵行院区内，疗养院旧址于2014年入选上海市文物保护单位。疗养院设有300至400张病床，是当时远东地区最大、设备最完善的精神科专科医院，但囿于当时的医学水平，多数病人仅被收容在此，并无有效的治疗。1937年，抗日战争爆发后，医院内设立了伤兵医院和难民所。医院的德国籍神父与日军交涉周旋，最终确保了医院的正常运行。战后医院又获得了聯合國善後救濟總署和中国天主教福利会的资助。国共内战中，国民党军队撤离上海之前炸毁了医院的水塔和教堂钟楼。
中华人民共和国成立后，上海市军管会于1952年11月12日接管普慈疗养院，更名为上海市立精神病院，交由上海市卫生局（今上海市卫生和计划生育委员会）管理，中国著名精神病学家粟宗华主持医院工作，后任院长。此后数年间，在粟宗华的主张和上海医学界的支持下，私立虹桥疗养院、中国疯人医院、复生医院、清心医院和上海精神病疗养院等上海全部的私立精神病院都先后并入市立精神病院。
1985年2月，精神病防治院更名为上海市精神卫生中心，北桥分院改为市精神卫生中心北桥分部（现为精神卫生中心闵行院区）。精神卫生中心同时列为上海医科大学、第二医科大学和铁道医学院的教学医院，1995年时有病床1,772张。1980年代，中心开设了心理门诊，是中国大陆最早的心理门诊之一，但就诊人数甚少。1992年，医院成立了上海市心理咨询中心，于1998年迁至独立的大楼，之后更名为上海市心理咨询与治疗中心，是中国大陆首个独立的类似机构。1997年，精神卫生中心还被评为三级甲等医院，并成立了自愿戒毒中心。此后精神卫生中心的门诊量逐年增长。2005年，中心启用了新建的门诊大楼，年门诊患者约25万人次。2006年8月，精神卫生中心正式成为上海交通大学医学院（原上海第二医科大学）的附属医院，同时作为复旦大学上海医学院（原上海医科大学）、同济大学医学院（原上海铁道医学院）和上海中医药大学的教学医院。

## 文物保护
2003年，该疗养院旧址被列为第三批闵行区文物保护单位。2014年4月，该疗养院旧址被列为第八批上海市文物保护单位。